# Désiré Cashmir Eberande Kolongele
Désiré Cashmir Eberande Kolongele, né le 22 novembre 1972 à Bulungu dans la province de Kwilu, est un avocat au barreau de Kinshasa Gombe et Professeur d'Université. Il est docteur en droit et une personnalité politique de la république démocratique du Congo. Il est nommé directeur de cabinet intérimaire du président Félix Tshisekedi le 12 mai 2020. Le 12 avril 2021, il est nommé ministre du Numérique par le président dans le gouvernement Lukonde.

## Biographie

### Origines familiales
Désiré Cashmir Eberande Kolongele est originaire de la province du Bandundu, né le 22 novembre 1972, fils de Maniema Masunda et de Mwika Kinzi.

### Études
De 2006 à 2011, Désiré Cashmir Eberande Kolongele est doctorant en droit à l’université Paris 1 Panthéon-Sorbonne, UFR 5 droit des affaires ; il y obtient un diplôme de docteur en droit, avec mention « très honorable avec les félicitations du jury ».
De 2005 à 2006, il réalise un master II en droit comparé à l’université Paris 1 Panthéon-Sorbonne.

### Carrière professionnelle
Depuis décembre 2014, Désiré Eberande est professeur invité à l’université Paris 2 Panthéon-Assas (France) intervenant au diplôme universitaire de droit international économique en Afrique, chargé du cours de « droit international africain des activités économiques et droit interne : implantation et investissements en Afrique des sociétés étrangères ».
Depuis 2011, il est professeur de droit à l’université de Kinshasa, à l’Université catholique du Congo et à l’École supérieure de management de Kinshasa (ESMK), chargé des enseignements de droit des sociétés, du droit commercial général, du droit des contrats spéciaux et de droit pénal des affaires.
Depuis 2011, il est consultant aux ministères du Portefeuille, des Finances, du Commerce extérieur de la RDC et auprès du COPIREP ; consultant des conseils d’administration de plusieurs entreprises congolaises (sociétés et établissements publics) et Formateur en droit OHADA, Animateur et intervenant dans plusieurs colloques, séminaires et sessions de formation sur le droit OHADA organisés en RDC auprès des acteurs judiciaires (avocats, magistrats, huissiers), des particuliers d’entreprises et des agents des administrations publiques.
Le professeur Eberande est depuis 18 ans, avocat d’affaires en RDC, étude du professeur Lukombe Nghenda et conseil de plusieurs sociétés et banques commerciales, spécialisé dans les domaines prioritaires et posant les actes principaux suivants : depuis 2012 : directeur du Centre d'expertise et d'actualités en droit des affaires, en sigle CEJADA.

### Carrière politique
Le 12 mai 2020, le président Félix Tshisekedi fait du professeur Désiré-Cashmir Kalongele Eberande son directeur de cabinet, assurant l'intérim de Vital Kamerhe. Celui-ci est actuellement détenu à la prison centrale de Makala, accusé de détournement des deniers publics et corruption.
Le 12 avril 2021, il est nommé ministre du Numérique par le président Félix Tshisekedi dans le gouvernement Lukonde,.